# 蒙館
蒙館，又稱蒙學，是指舊時對兒童進行啟蒙教育的特定場所。
其傳授內容主要為識字、練習寫字以及背誦學習基礎儒家倫理概念；其教材主要為《三字經》、《百家姓》、《千字文》（以上三書合稱「三百千」）、《幼學瓊林》、《声律启蒙》、《蒙求》、《朱子治家格言》等書籍。其學習時間無一定年限，並經常由教師個別傳授。

## 相關
- 私塾
- 幼稚園
- 小學
- 雜字